# Aluligera pallidesternum
Aluligera pallidesternum är en tvåvingeart som beskrevs av Richards 1966. Aluligera pallidesternum ingår i släktet Aluligera och familjen hoppflugor.
Artens utbredningsområde är Kongo. Inga underarter finns listade i Catalogue of Life.